# Winklarn (Baixa Áustria)
Winklarn (Baixa Áustria) é um município da Áustria localizado no distrito de Amstetten, no estado de Baixa Áustria.